# فهرست دانشگاه‌های کلرادو
- آکادمی نیروی هوایی ایالات متحده آمریکا
- دانشگاه کلرادو در بولدر
- دانشگاه دنور
- دانشگاه کلرادو شمالی
- دانشگاه ایالتی کلرادو در فورت کالینز